# Rolf Lundström
Rolf Kay Gerhard Lundström, född 3 december 1936 i Örgryte församling i Göteborg, är en svensk entreprenör och finansman.
Rolf Lundström är VD för Provobis Holding AB. Han och bolaget Provobis Invest AB är dominerande ägare i investmentbolaget Svolder. Han grundade också och var tidigare huvudägare i hotellkoncernen Provobis Hotel & Restauranger AB med 16 hotell, vilken år 2000 såldes till Scandic Hotels (i sin tur senare uppköpt av Hilton).